# Lohaghat
Lohaghat is een nagar panchayat (plaats) in het district Champawat van de Indiase staat Uttarakhand. 

## Demografie
Volgens de Indiase volkstelling van 2001 wonen er 5.828 mensen in Lohaghat, waarvan 56% mannelijk en 44% vrouwelijk is. De plaats heeft een alfabetiseringsgraad van 77%. 